# Molière de l'humour
Le Molière de l'humour récompense la performance d'un ou d'une humoriste depuis la 28e cérémonie en 2016. Il ne doit pas être confondu avec le Molière seul(e) en scène.
Lors des Molières 2018, Blanche Gardin présente elle-même la remise de ce Molière et se le décerne. L'année suivante, elle est à nouveau récompensée alors que seules des femmes sont nommées.

## Liste des lauréats
- 2016 : Alex Lutz dans Alex Lutz d'Alex Lutz et Tom Dingler, mise en scène Tom Dingler
  - Laurent Gerra dans Laurent Gerra de Laurent Gerra et Jean-Jacques Peroni, mise en scène Laurent Gerra
  - Sophia Aram dans Le fond de l'air effraie de Sophia Aram et Benoît Cambillard, mise en scène Benoît Cambillard.
  - Stéphane Guillon dans Certifié Conforme de Stéphane Guillon, mise en scène Muriel Cousin
  - Valérie Lemercier dans Valérie Lemercier au théâtre du Châtelet de Valérie Lemercier et Sabine Haudepin

- 2017 : Vincent Dedienne dans S'il se passe quelque chose... de Vincent Dedienne, Juliette Chaigneau, Mélanie Le Moine, François Rollin, mise en scène Juliette Chaigneau et François Rollin
  - Dany Boon dans Dany de Boon des Hauts de France de Dany Boon, mise en scène Isabelle Nanty
  - François-Xavier Demaison de François-Xavier Demaison, Mickaël Quiroga, Éric Théobald, mise en scène Éric Théobald
  - Gaspard Proust dans Nouveau Spectacle de Gaspard Proust.

- 2018 : Blanche Gardin, dans Je parle toute seule, de Blanche Gardin, mise en scène Maïa Sandoz
  - Jérôme Commandeur, dans Tout en douceur, de Jérôme Commandeur, mise en scène Jérôme Commandeur et Xavier Maingon
  - Jamel Debbouze, dans Maintenant ou Jamel, de Jamel Debbouze, mise en scène Mohamed Hamidi
  - Fabrice Éboué, dans Plus rien à perdre, de Fabrice Éboué, mise en scène Thomas Gaudin
  - Manu Payet, dans Emmanuel avec Manu Payet, de Manu Payet, mise en scène Benjamin Guedj

- 2019 : Blanche Gardin, dans Bonne nuit Blanche, de Blanche Gardin, mise en scène Maïa Sandoz
  - Michèle Bernier, dans Vive demain !, de Marie Pascale Osterrieth et Michèle Bernier, mise en scène Marie Pascale Osterrieth
  - Florence Foresti, dans Épilogue, de Florence Foresti, Xavier Maingon et Pascal Series, mise en scène Florence Foresti
  - Caroline Vigneaux, dans Caroline Vigneaux croque la pomme, mise en scène Caroline Vigneaux

- 2020 : Alex Lutz d'Alex Lutz et Tom Dingler, mise en scène Tom Dingler
  - Bérengère Krief dans Amour, de Bérengère Krief, mise en scène Nicolas Vital et Bérengère Krief
  - Nora Hamzawi de Nora Hamzawi
  - Muriel Robin dans Et pof !, de Muriel Robin et Pierre Palmade, mise en scène Muriel Robin et Roger Louret

- 2022 : Vincent Dedienne dans Un soir de gala de Juliette Chaigneau, Vincent Dedienne, Anaïs Harté et Mélanie Lemoine, mise en scène Juliette Chaigneau et Vincent Dedienne
  - Alex Vizorek dans Ad Vitam d’Alex Vizorek, mise en scène Stéphanie Bataille
  - Camille Chamoux dans Le Temps de vivre de Camille Chamoux et Camille Cottin, mise en scène Vincent Dedienne
  - Gaspard Proust dans Nouveau spectacle de Gaspard Proust

- 2023 : Laura Felpin dans Ça passe de Laura Felpin et Cédric Salaun, mise en scène Nicolas Vital
  - Florence Foresti dans Boys Boys Boys de Florence Foresti et Pascal Serieis, mise en scène Florence Foresti
  - Manu Payet dans Emmanuel 2 de Manu Payet, mise en scène Manu Payet
  - Stéphane Guillon dans Sur scène de Stéphane Guillon, mise en scène Anouche Setbon

- 2024 : Sophia Aram dans Le Monde d’après[2]
  - Élodie Poux dans Le syndrome du papillon
  - Fabrice Éboué dans Adieu Hier
  - Pablo Mira dans Passé simple

- 2025 : Paul Mirabel dans Par amour de Paul Mirabel, mise en scène Paul Mirabel
  - Bérengère Krief dans Sexe de Bérengère Krief, mise en scène Paméla Ravassard
  - Nora Hamzawi dans Nora Hamzawi
  - Waly Dia dans Une heure à tuer de Waly Dia et Mickaël Quiroga, mise en scène Mickaël Quiroga